# 卡缅内布罗德
50°25′2″N 27°50′17″E / 50.41722°N 27.83806°E

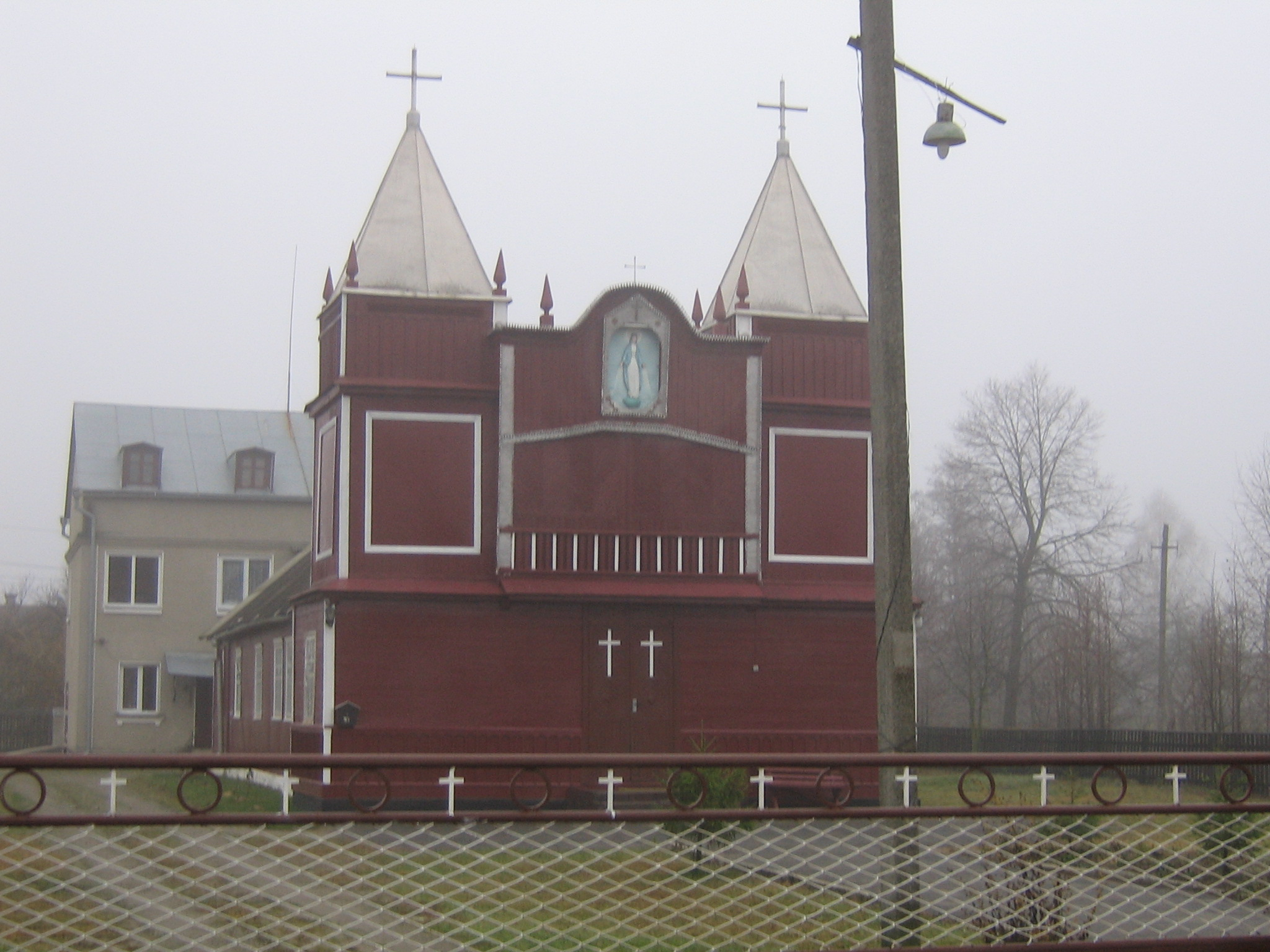

卡姆亚内布里德（羅馬化：Kamianyi Brid），亦译为卡缅内布罗德，是烏克蘭北部日托米爾州茲維亞赫爾區多夫贝什市镇内的市級鎮。始建於1862年，面積51平方公里，2012年人口2,607，該鎮人口密度每平方公里52人。

## 備註
1. ↑  俄语：